# Camillo Ricchiardi
Giuseppe Camillo Pietro Richiardi o Ricchiardi (Alba, Piamonte, Italia, 5 de julio de 1865 - Casablanca, Marruecos, 21 de enero de 1940) fue un periodista, aventurero y soldado italiano. 

## Primeros años
Era hijo de Giovanni Carlo Pietro Ricchiardi y María Rosa Volpino. De joven asistió a la Academia Militar de Módena y a la Escuela de Caballería en Pinerolo, luego fue designado como Segundo Teniente en el Regimiento de Caballería de Génova y más tarde promovido a Primer Teniente en el Regimiento de Caballería en Piamonte. Después de seis años de servicio pidió la baja y, gracias a su conexión con el Coronel Girolamo Emilio Gerini, un asesor militar en Siam (ahora Tailandia), se trasladó allí y asumió la organización del ejército local y la educación de uno de los hijos del rey Rama V. También trabajó como corresponsal de guerra, enviando informes desde China y Etiopía (algunos especulan que pudo haber participado en la batalla de Adua). En 1895 se unió al General Emilio Aguinaldo como mercenario en su lucha por la independencia de Filipinas de España.

## Participación en la Guerra Anglo-Bóer
En 1899 se muda a Sudáfrica y se convierte en un amigo de confianza del General Bóer Louis Botha. Posteriormente, Ricchiardi tomó el mando de la Legión Voluntaria Italiana, un grupo de 200 hombres compuesto casi enteramente por italianos, incluyendo inmigrantes en el Veld y ex-soldados que habían servido en el Regio Esercito o bajo Giuseppe Garibaldi (curiosamente su hijo Ricciotti Garibaldi apoyó a los Bóeres, mientras su nieto Peppino Garibaldi se encontraba del lado británico).

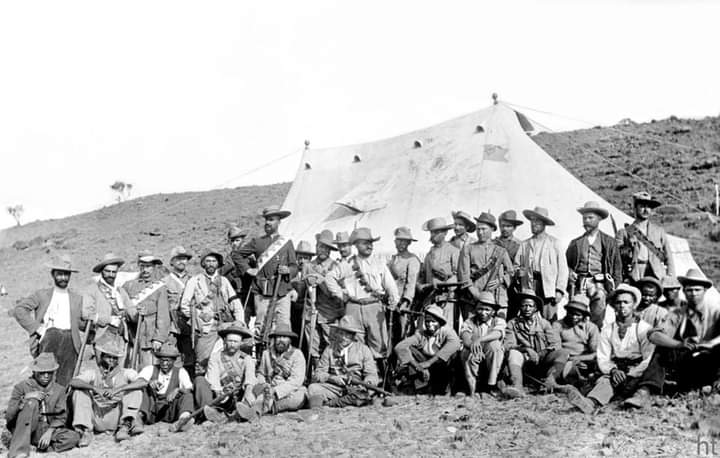
Ricchiardi dando un mensaje a los soldados de la legión voluntaria italiana.

Bajo el liderazgo de Ricchiardi, esta unidad (también conocida como la "Brigada latina") se distinguió por su unión y habilidad para realizar reconocimientos y otras tareas requeridas por la guerra asimétrica. No solo fue la valentía de la Legión Italiana lo que lo hizo famoso, sino también su carisma y actitud caballeresca hacia el enemigo: por ejemplo, solía enviar las pertenencias personales de las víctimas británicas a sus familias junto con una carta de condolencias.
La primera operación exitosa llevada a cabo por la Legión Italiana fue la captura de un tren blindado cerca de Chieveley, Natal. Entre los pasajeros que fueron hechos prisioneros se encontraba el joven periodista Winston Churchill, cuya vida salvo Ricchiardi al fingir no verlo arrojar su pistola y municiona dum-dum que había sido declarada ilegal bajo pena de muerte.
Durante su estadía en Sudáfrica, Ricchiardi se casó con Hannah Guttman, nieta del presidente Paul Kruger, a quien había conocido en el hospital militar de Pretoria, mientras se recuperaba de unas heridas en la pierna que había sufrido en la batalla de Tugela. A su regreso a Italia se ocupó en la organización de comités pro-bóer y narró sus aventuras en una serie de libros.

## Vida posterior

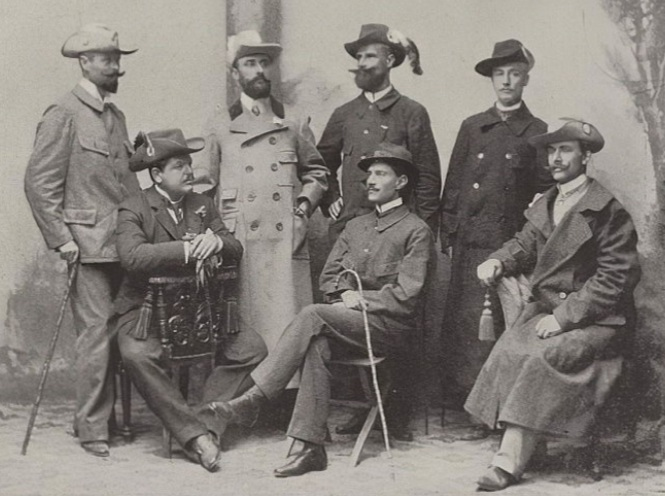
Oficiales de la Legión Extranjera en Trieste, a su regreso de la guerra de los bóeres. Parados, de izquierda a derecha: Conde Pecci, Coronel Camillo Ricchiardi, Capitán Max Schiffi y el Conde Villeneuve de la Colette. Sentados, de izquierda a derecha: Mayor Joseph di Termini Imerese, Barón von Goldeck y el Teniente Simón.

Un hombre de negocios entusiasta, se embarcó en varias empresas siempre que no estaba en guerra. Uno de sus principales socios fue Gastone Guerrieri, Conde de Mirafiori y Fontanafredda, nieto del rey Víctor Emmanuel II. Posteriormente se trasladó a Argentina con su amigo Louis Baumann, donde fue nombrado administrador de la Colonia Bóer en el Chubut.
En 1923 sufrió una hemorragia cerebral que lo privó del uso de diversas funciones corporales. Sus últimos años los pasó con su familia en Casablanca, Marruecos, donde murió el 21 de enero de 1940.